# SERPINB11
SERPINB11 (англ. Serpin family B member 11 (gene/pseudogene)) – білок, який кодується однойменним геном, розташованим у людей на довгому плечі 18-ї хромосоми. Довжина поліпептидного ланцюга білка становить 392 амінокислот, а молекулярна маса — 44 099.
| 10         |  | 20         |  | 30         |  | 40         |  | 50         |
| ---------- |  | ---------- |  | ---------- |  | ---------- |  | ---------- |
| MGSLSTANVE |  | FCLDVFKELN |  | SNNIGDNIFF |  | SSLSLLYALS |  | MVLLGARGET |
| AEQLEKVLHF |  | SHTVDSLKPG |  | FKDSPKCSQA |  | GRIHSEFGVE |  | FSQINQPDSN |
| CTLSIANRLY |  | GTKTMAFHQQ |  | YLSCSEKWYQ |  | ARLQTVDFEQ |  | STEETRKMIN |
| AWVENKTNGK |  | VANLFGKSTI |  | DPSSVMVLVN |  | IIYFKGQRQN |  | KFQVRETVKS |
| PFQLSEGKNV |  | TVEMMYQIGT |  | FKLAFVKEPQ |  | MQVLELPYVN |  | NKLSMIILLP |
| VGIANLKQIE |  | KQLNSGTFHE |  | WTSSSNMMER |  | EVEVHLPRFK |  | LEIKYELNSL |
| LKPLGVTDLF |  | NQVKADLSGM |  | SPTKGLYLSK |  | AIHKSYLDVS |  | EEGTEAAAAT |
| GDSIAVKSLP |  | MRAQFKANHP |  | FLFFIRHTHT |  | NTILFCGKLA |  | SP         |

A: Аланін

C: Цистеїн

D: Аспарагінова кислота

E: Глутамінова кислота

F: Фенілаланін

G: Гліцин

H: Гістидин

I: Ізолейцин

K: Лізин

L: Лейцин

M: Метіонін

N: Аспарагін

P: Пролін

Q: Глутамін

R: Аргінін

S: Серин

T: Треонін

V: Валін

W: Триптофан

Кодований геном білок за функціями належить до інгібіторів протеаз, інгібіторів серинових протеаз. 
Задіяний у такому біологічному процесі, як альтернативний сплайсинг. 
Локалізований у цитоплазмі.